# Бильцайм
Бильца́йм (фр. Biltzheim) — коммуна на северо-востоке Франции в регионе Гранд-Эст (бывший Эльзас — Шампань — Арденны — Лотарингия), департамент Верхний Рейн, округ Тан — Гебвиллер, кантон Энсисем. До марта 2015 года коммуна административно входила в состав округа Гебвиллер (кантон Энсисем).
Площадь коммуны — 7,15 км², население — 359 человек (2006) с тенденцией к росту: 419 человек (2012), плотность населения — 58,6 чел/км².

## Население
Численность населения коммуны в 2011 году составляла 397 человек, а в 2012 году — 419 человек.
| 1962 | 1968 | 1975 | 1982 | 1990 | 1999 | 2005 | 2006 | 2010 | 2011 | 2012 |
| ---- | ---- | ---- | ---- | ---- | ---- | ---- | ---- | ---- | ---- | ---- |
| 178  | 162  | 154  | 153  | 314  | 334  | 359  | 359  | 378  | 397  | 419  |

Динамика населения:

## Экономика
В 2010 году из 280 человек трудоспособного возраста (от 15 до 64 лет) 209 были экономически активными, 71 — неактивными (показатель активности 74,6%, в 1999 году — 76,4%). Из 209 активных трудоспособных жителей работали 196 человек (109 мужчин и 87 женщин), 13 числились безработными (6 мужчин и 7 женщин). Среди 71 трудоспособных неактивных граждан 22 были учениками либо студентами, 22 — пенсионерами, а ещё 27 — были неактивны в силу других причин.
На протяжении 2011 года в коммуне числилось 143 облагаемых налогом домохозяйства, в которых проживало 395 человек. При этом медиана доходов составила 22445 евро на одного налогоплательщика.

## Достопримечательности (фотогалерея)

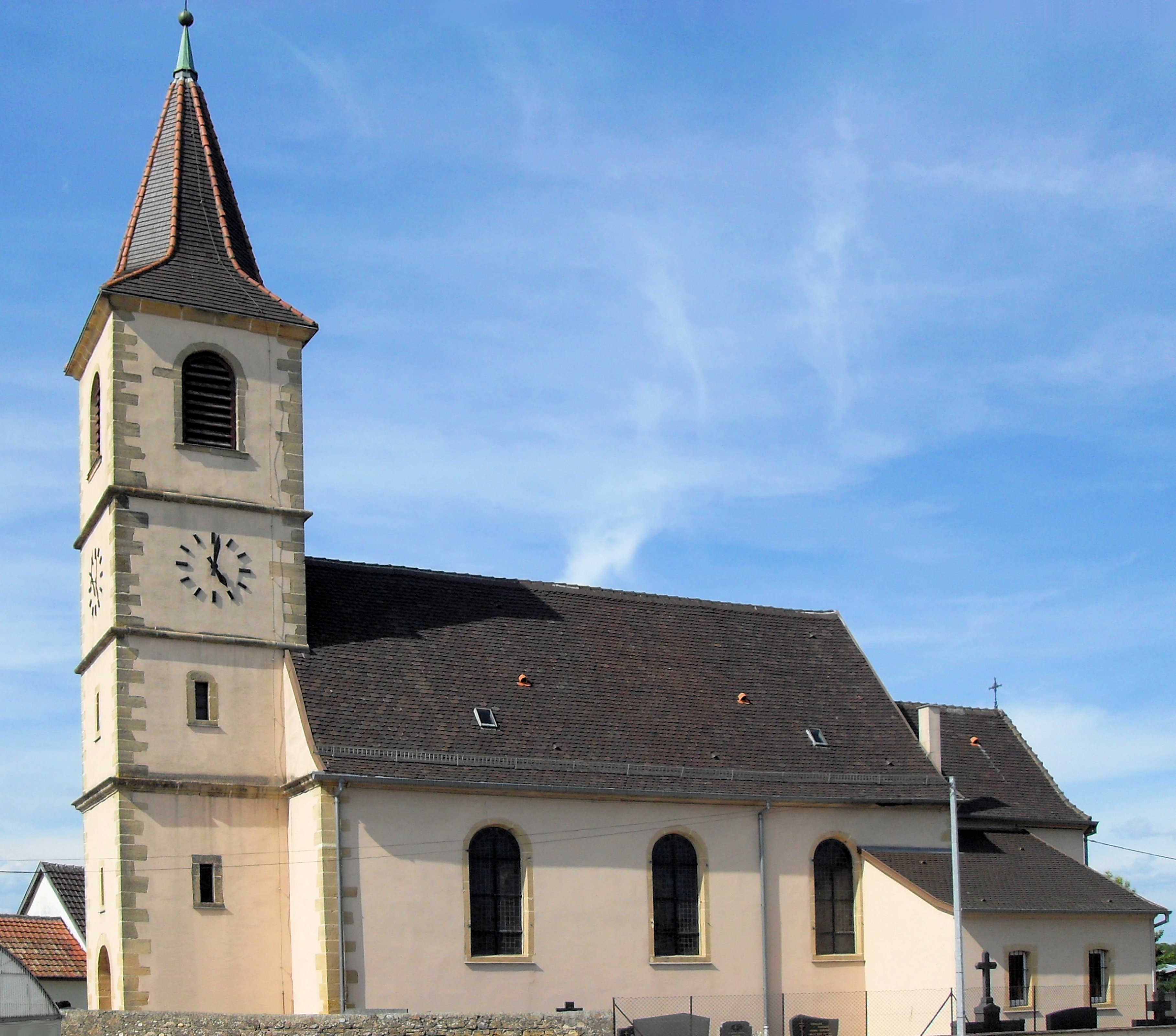
Церковь Святого Георгия